# Croix de l'Ouradour
La croix de l'Ouradour est une croix de chemin française à Bassignac-le-Haut, en Corrèze.

## Localisation
Le croix se situe non loin de l'église.

## Histoire
Datant de l'époque médiévale, c'est un monument historique classé depuis le 24 janvier 1927.

## Description
Le monument est haut de 2,30 m.
D'un côté de la croix se trouve une représentation du Christ en croix et sur l'autre une Vierge à l'Enfant.